# 袁也淳
袁也淳（1997年3月21日—），生于辽宁大连，中国男子高尔夫球运动员，2018年青岛锦标赛金牌得主、2018年亚洲运动会男子团体银牌得主、2022年路易斯安那公开赛金牌得主。